# Fração diádica

Frações diádicas no intervalo de 0 a 1

Em matemática, uma fração diádica ou racional diádico é um número racional cujo denominador é uma potência de dois, ou seja, um número da forma {\displaystyle {\frac {a}{2^{b}}}} onde a é um número inteiro e b é um número natural; por exemplo, 1/2 ou 3/8, mas não 1/3. Estes são precisamente os números cuja expansão binária é finita.

## Uso em medições
A polegada é normalmente subdividida em frações diádicas ao invés de decimais; similarmente, as divisões costumeiras do galão em meio-galão, quartos e pints são diádicas. Os egípcios antigos usaram frações diádicas em medidas, com denominadores até 64.

## Aritmética
A soma, produto ou subtração de quaisquer duas frações diádicas é também outra fração diádica:
{\displaystyle {\frac {a}{2^{b}}}+{\frac {c}{2^{d}}}={\frac {2^{d-b}a+c}{2^{d}}}\quad (d\geq b)}
{\displaystyle {\frac {a}{2^{b}}}-{\frac {c}{2^{d}}}={\frac {2^{d-b}a-c}{2^{d}}}\quad (d\geq b)}
{\displaystyle {\frac {a}{2^{b}}}-{\frac {c}{2^{d}}}={\frac {a-2^{b-d}c}{2^{b}}}\quad (d<b)}
{\displaystyle {\frac {a}{2^{b}}}\times {\frac {c}{2^{d}}}={\frac {a\times c}{2^{b+d}}}.}
Contudo, o resultado da divisão de uma fração diádica por outra não é necessariamente outra fração diádica
{\displaystyle {\frac {3}{2^{b}}}/{\frac {5}{2^{b}}}={\frac {3}{2^{b}}}.{\frac {2^{b}}{5}}={\frac {3}{5}}.}
Adição módulo 1 forma um grupo; este é o grupo de Prüfer 2.